# (5275) Zdislava
(5275) Zdislava est un astéroïde de la ceinture principale aréocroiseur.

## Description
(5275) Zdislava est un astéroïde aréocroiseur. Il présente une orbite caractérisée par un demi-grand axe de 2,20 UA, une excentricité de 0,26 et une inclinaison de 6,1° par rapport à l'écliptique.

## Compléments